# Kliment (Rodajkin)
Kliment (světským jménem: Viktor Timofejevič Rodajkin; * 9. února 1971, Staroje Šajgovo) je ruský duchovní Ruské pravoslavné církve a biskup krasnoslobodský a těmnikovský.

## Život
Narodil se 9. února 1971 ve vesnici Staroje Šajgovo.
Roku 1986 dokončil střední školu v rodné vesnici. Poté nastoupil na Saranské hudební učiliště, kde studoval obor housle-viola.
V letech 1990–1992 byl hypodiákonem arcibiskupa penzenského a saranského Serafima (Tichonova). Roku 1992 započal studium na Moskevském duchovním semináři. Poté pokračoval ve studiu na Petrohradské duchovní akademii.
Dne 11. září 1999 byl arcibiskupem Serafimem rukopoložen na diákona a o den později na jereje.
Dne 24. srpna 2003 byl postřižen na monacha se jménem Kliment na počest svatého mučedníka Klementa Ankyrského.
Jako duchovní penzenské eparchie sloužil jako představený chrámu svatého Alexandra Něvského v Penze, katedrálního chrámu Nanebevstoupení Páně v Kuzněcku a jako rektor Penzenského duchovního učiliště.
Roku 2006 byl povýšen na igumena.
V červnu 2009 přešel do kléru saranské eparchie, kde se stal představeným monastýru svatého Jana Bohoslova v Saransku. Dne 9. srpna 2009 byl povýšen na archimandritu.
Dne 10. října 2009 jej Svatý synod zvolil biskupem ruzajevským a vikářem saranské eparchie.
Dne 27. listopadu 2009 byl oficiálně jmenován biskupem a 2. prosince proběhla v chrámu Krista Spasitele v Moskvě jeho biskupská chirotonie. Světiteli byli patriarcha moskevský Kirill, arcibiskup saranský a mordovský Varsonofij (Sudakov), arcibiskup volokolamský Ilarion (Alfejev), arcibiskup simbirský a melekesský Prokl (Chazov), arcibiskup istrijský Arsenij (Jepifanov), arcibiskup orechovo-zujevský Alexij (Frolov), biskup krasnogorský Sava (Volkov), biskup dmitrovský Alexandr (Agrikov), biskup ljuberecký Veniamin (Zaryckyj), biskup saratovský a volský Longin (Korčagin), biskup solněčnogorský Sergij (Čašin), biskup narvský Lazar (Gurkin) a biskup pavlovo-posadský Kirill (Pokrovskij).
Dne 30. května 2011 byl ustanoven biskupem krasnoslobodským.
Dne 23. října 2014 byl Svatým synodem potvrzen ve funkci archimandrity Sanaksarského monastýru.